# Aseraggodes herrei
Aseraggodes herrei е вид лъчеперка от семейство Soleidae.

## Разпространение и местообитание
Видът е разпространен в Еквадор, Коста Рика и Мексико.
Среща се на дълбочина от 5,5 до 21 m, при температура на водата от 26,9 до 27,5 °C и соленост 33 – 33,4 ‰.

## Описание
На дължина достигат до 15 cm.